# Remiz coronatus
Remiz coronatus е вид птица от семейство Remizidae.

## Разпространение
Видът е разпространен в Афганистан, Иран, Китай, Казахстан, Киргизстан, Монголия, Пакистан, Русия, Таджикистан и Туркменистан.